# 21543 Jessop
21543 Jessop (1998 QQ24) là một tiểu hành tinh nằm phía ngoài của vành đai chính được phát hiện ngày 17 tháng 8 năm 1998 bởi Nhóm nghiên cứu tiểu hành tinh gần Trái Đất phòng thí nghiệm Lincoln ở Socorro.